# 朱祐枔
鄭康王朱祐枔（1474年—1507年），是追封僖王朱見滋嫡第一子，簡王朱祁鍈嫡長孫，明朝第三代鄭王。朱祐枔於弘治十四年（1501年）（《弇山堂別集》作弘治十年（1497年））襲封鄭王。他在位六年，在正德二年（1507年）過世，諡號康，無子，一年後其堂弟懿王朱祐檡就嗣位。